# Ostateczne rozwiązanie (film brytyjsko-amerykański)

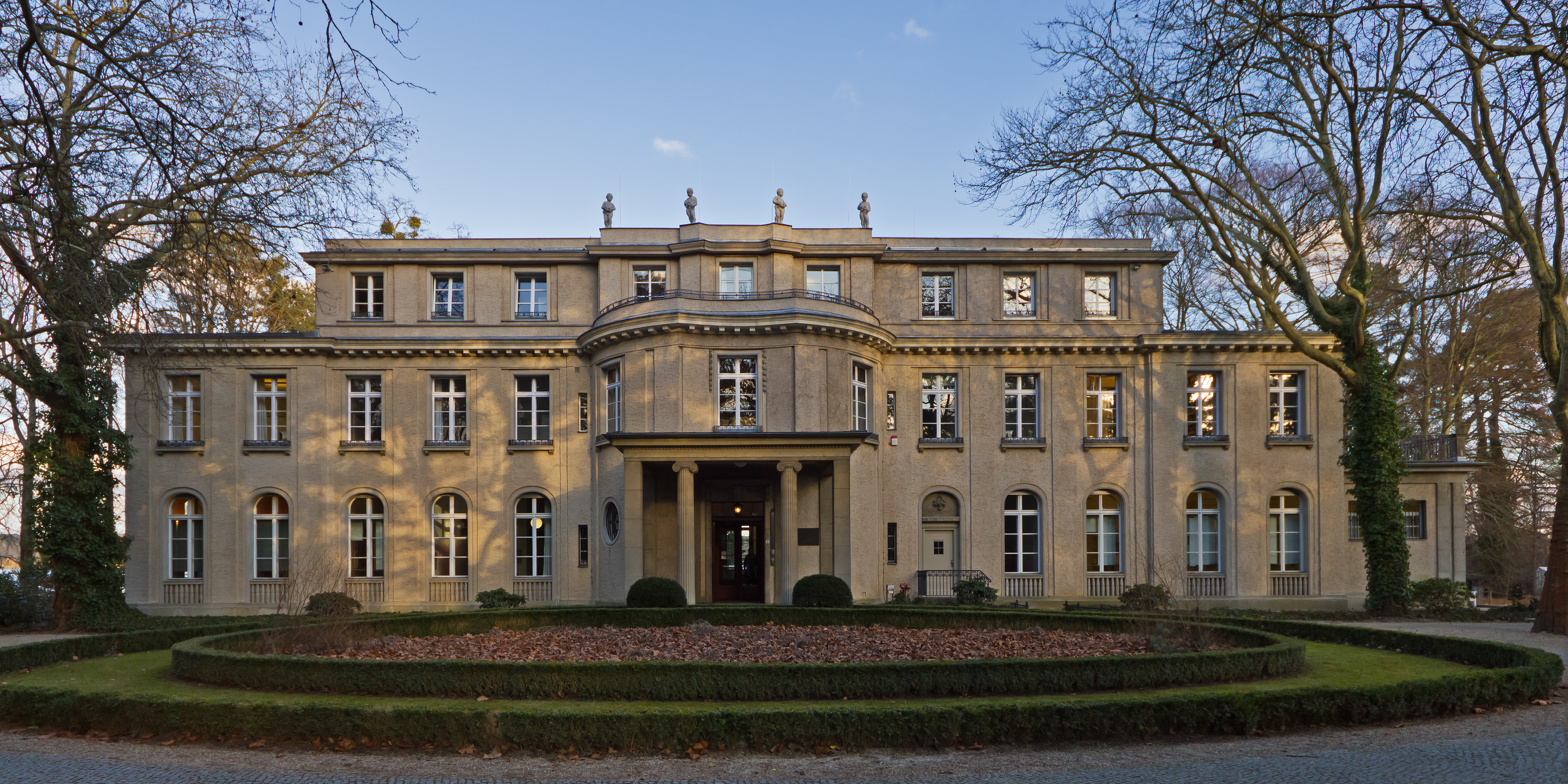
Willa w Wannsee, w której 20 stycznia 1942 odbyła się konferencja

Ostateczne rozwiązanie (ang. Conspiracy) – brytyjsko-amerykański film telewizyjny z 2001 roku w reżyserii Franka Piersona. Zdjęcia kręcono w Berlinie i Londynie.

## Opis fabuły
Ekranizacja słynnej narady nazistów w Wannsee.

## Obsada
- Kenneth Branagh jako Reinhard Heydrich
- Stanley Tucci jako Adolf Eichmann
- Colin Firth jako Wilhelm Stuckart
- Ian McNeice jako Gerhard Klopfer
- Kevin McNally jako Martin Luther
- David Threlfall jako Friedrich Wilhelm Kritzinger
- Ewan Stewart jako Georg Leibbrandt
- Brian Pettifer jako Alfred Meyer
- Nicholas Woodeson jako Otto Hofmann
- Jonathan Coy jako Erich Neumann
- Brendan Coyle jako Heinrich Müller
- Ben Daniels jako Josef Bühler
- Barnaby Kay jako Rudolf Lange
- Owen Teale jako Roland Freisler
- Pete Sullivan jako Eberhard Schöngarth